# Окуневські
Окуневські — старовинний український рід, який був яскравим прикладом національної гідності та патріотичної свідомості.

## Степан Окунь
Простий селянин, який заледве вмів читати і писати.
Діти: Данило Окуневський (1798—1848).

## Окуневський Данило Степанович
Священик. Діти:

- Іларій Окуневський (1832—1896) — громадський діяч Буковини;
- Іполіт Окуневський (1834—1902) — священик, лікар;
- Атанасій Окуневський (1838-?) — священик у Садгорі, доктор медицини, лікар та громадський діяч у Кимполунзі (Буковина);
- Теофілія Окуневська (?-?);
- Кирило Окуневський (?-?) — медик, один з перших українців, який здобув освіту фармацевта.

## Окуневський Іполіт Данилович
Дружина: Текля — донька священника о. Івана (Кобринського). Діти:

- Теофіл Окуневський (1858—1937) — український юрист, громадський і політичний діяч Буковини, посол до парламенту Австро-Угорщини та Галицького сейму.
- Ярослав Окуневський (1860—1929) — військовий лікар, український громадський і військовий діяч, письменник, дійсний член НТШ, адмірал флоту Австро-Угорської імперії.
- Емілія Окуневська (1862-?) — дружина адвоката Михайла Дорундяка, померла молодою.
- Наталія Окуневська (1864-?) — активістка жіночого руху в Галичині, організованого двоюрідною сестрою Наталею Кобринською.
- Ольга Окуневська (1875-?) — відома піаністка, 4 роки навчалася у Миколи Лисенка, товаришка й акомпаніаторка Соломії Крушельницької, близька подруга Ольги Кобилянської.

## Окуневський Атанасій Данилович
Дружина: Кароліна Лучаківська. Діти:

- Софія Окуневська-Морачевська (1865—1926) — громадська діячка, перший лікар-жінка в Австро-Угорщині.

## Окуневська Теофілія Данилівна
Чоловік: Іван Озаркевич. Діти:

- Володимир Озаркевич (1853—1912) — греко-католицький священик, культурно-громадський діяч.
- Наталя Кобринська (1855—1920) — українська письменниця, організаторка жіночого руху.
- Єроніма Озаркевич (1856—1937).
- Лонгін Озаркевич (1859—1940).
- Євген Озаркевич (1861—1916) — видатний лікар.